# Esan North East
Esan North East è una delle diciotto aree a governo locale (local government areas) in cui è suddiviso lo stato di Edo, nella Repubblica Federale della Nigeria.
Conta una popolazione di 119.346 abitanti.